# Villa Serrana La Gruta
Villa Serrana La Gruta is een plaats in het Argentijnse bestuurlijke gebied Tornquist in de provincie Buenos Aires. De plaats telt 41 inwoners.